# Драгана Трипкович
Драгана Трипкович (на черногорски: Dragana Tripković) е черногорска журналистка, театрална и филмова критичка, драматург, поетеса и писателка на произведения в жанра лирика и драма.

## Биография и творчество
Драгана Трипкович е родена на 26 април 1984 г. в Цетине, Социалистическа република Черна гора. Завършва специалност драматургия във Факултета по сценични изкуства в Университета на Черна гора в клона му в Цетине, в класа на проф. Стеван Копривица.
След дипломирането си работи в Черногорския национален театър, където е драматург за постановките на пиесите „Дон Жуан“ на Молиер, „Вяра, любов, надежда“ на Йодьон фон Хорват и „Алегрето Албания“ на Стефан Капалику. След това от 2014 г. работи като драматург в Градския театър на Подгорица. Основателка е през 2011 г. на театралната група ATAK (Alternative Theatre Active Company) в Подгорица и негов ръководител. На сцената са поставени нейните пиеси „Biljke za kraj“ (Растения за края) и „Smjena“ (Смяна).
Тя публикува поезия в списанието за литература, култура и социални проблеми „Ars“, в списанията за култура „Plima Plus“, „Quest“, „Сараевски тетрадки“, и др. Публикувани са няколко нейни стихосбирки „Prevarena duša“ (Измамена душа), „Ljubav je kad odeš“ (Любовта е когато си отидеш), „Pjesme“ (Стихове) и „Stihovi od pijeska“ (Пясъчни стихове). Поезията ѝ е включена в множество антологии на съвременната черногорска и европейска поезия. Стиховете ѝ са преведени на английски, немски, руски, италиански, полски, латвийски, албански и македонски езици.
Произведенията ѝ са публикувани като част от националния капиталов проект на съвременните черногорски писатели „Нова Луча“. Тя е редактор в Отворения културен форум и списание „Ars Literature“. Пише като журналист в отдела за култура във всекидневника „Vijesti“, и пише като театрален и филмов критик за черногорските ежедневници и списания.
Удостоена е с наградата „Море от думи“ на Фондация „Анна Линд“ за разкази през 2012 и 2013 г.
Тя е член на фондация „Анна Линд“ в Черна гора, член е на Черногорската асоциация за независими писатели и от 2010 г. на черногорския ПЕН център. Била е член на Съвета на Черногорската национална телевизия в периода 2014 – 2019 г. През 2020 г. е председателка на журито за наградата за литература на Европейския съюз за 2020 г.
Драгана Трипкович живее със семейството си в Подгорица.

## Произведения

### Поезия
- Prevarena duša (2000)
- Ljubav je kad odeš (2005)
- Pjesme (2008)
- Stihovi od pijeska (2014)

### Пиеси
- Biljke za kraj
- Smjena
- Chapters 23 and 24
- Mlijeko u prahu